# Orion (confiserie)
Pour les articles homonymes, voir Orion.
Orion est une entreprise agroalimentaire sud-coréenne. En 2021, elle est classée comme 14e industriel du secteur de la confiserie dans le monde.

## Produits
L'entreprise fabrique une large gamme de produits : barres de chocolat, biscuits et gaufrettes, confiseries panées, caramel, bonbons aux noix et graines, barres, écorces, brittles et pâte d'amande, bonbons gélifiés, gelées, réglisse, produits à mâcher, collations aux fruits et bonbons à la gelée dont les guimauves, les produits enrobés de yaourt, les poudres et les tartinades, la gomme, les barres énergétiques nutritionnelles.
Son produit le plus célèbre est le Choco Pie.